# Palio della Vittoria
Le Palio della Vittoria est une fête populaire annuelle se déroulant le 29 juin à Anghiari dans la province d'Arezzo en Toscane. 

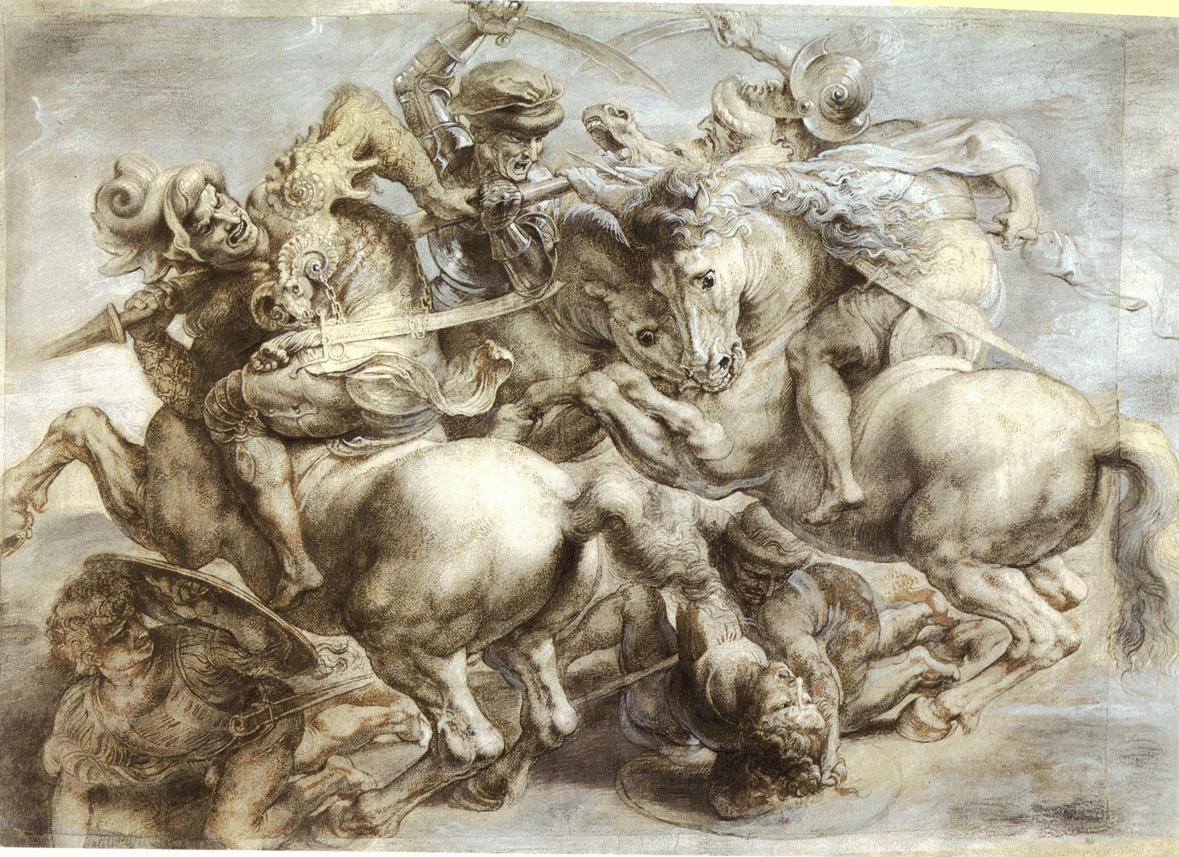
Copie de Rubens (1603) de l’œuvre perdue de Léonard de Vinci : Bataille d’Anghiari

## Origine
Le 29 juin 1440, la plaine se situant sous les murs de la ville d'Anghiari fut le témoin de la bataille entre l’armée de Milan commandée par le condottiere  Niccolò Piccinino et l’armée de Florence alliée à celle de l’état pontifical et à la république de Venise. La bataille d'Anghiari fut remportée par Florence. Elle a été immortalisée par Léonard de Vinci en 1503 lorsqu’il la peignit dans la salle  dite des Cinq-Cents du Palazzo Vecchio à Florence. Le 29 juin, journée anniversaire de la bataille, la ville d’Anghiari fête l’évènement avec une manifestation solennelle : Le Palio della Vittoria  (le palio de la victoire). Les premières éditions du palio étaient courues par des hommes à pied. Le point de départ était situé dans la plaine de la bataille, (plus précisément au petit tabernacle érigé en souvenir de l'affrontement) et l’arrivée était jugée près de la Fonte del Mercatale où était exposé le palio, une pièce d’étoffe mesurant 12 bracci (Le braccio est une ancienne unité de mesure Toscan: le "braccio fiorentino" correspond à 0,583 m). En 1484 le palio fut réalisé en étoffe de couleur rouge écarlate et l’épreuve était courue par des jockeys montant des chevaux mâles. C’est en 1827 à cause de la énième bagarre qui coûta la vie à un jockey, que se courut la dernière édition du palio. Après des sporadiques et incertaines reprises (entre la fin du XIXe et le milieu du XXe siècle), le palio a été remis en vigueur en 2003 et met à contribution les citoyens d'Anghiari et toutes les villes environnantes. Le palio de l'époque moderne est disputé par des coureurs à pied qui doivent emprunter un parcours en côte d'une longueur de 1 400 m.

## Le Palio della Vittoria

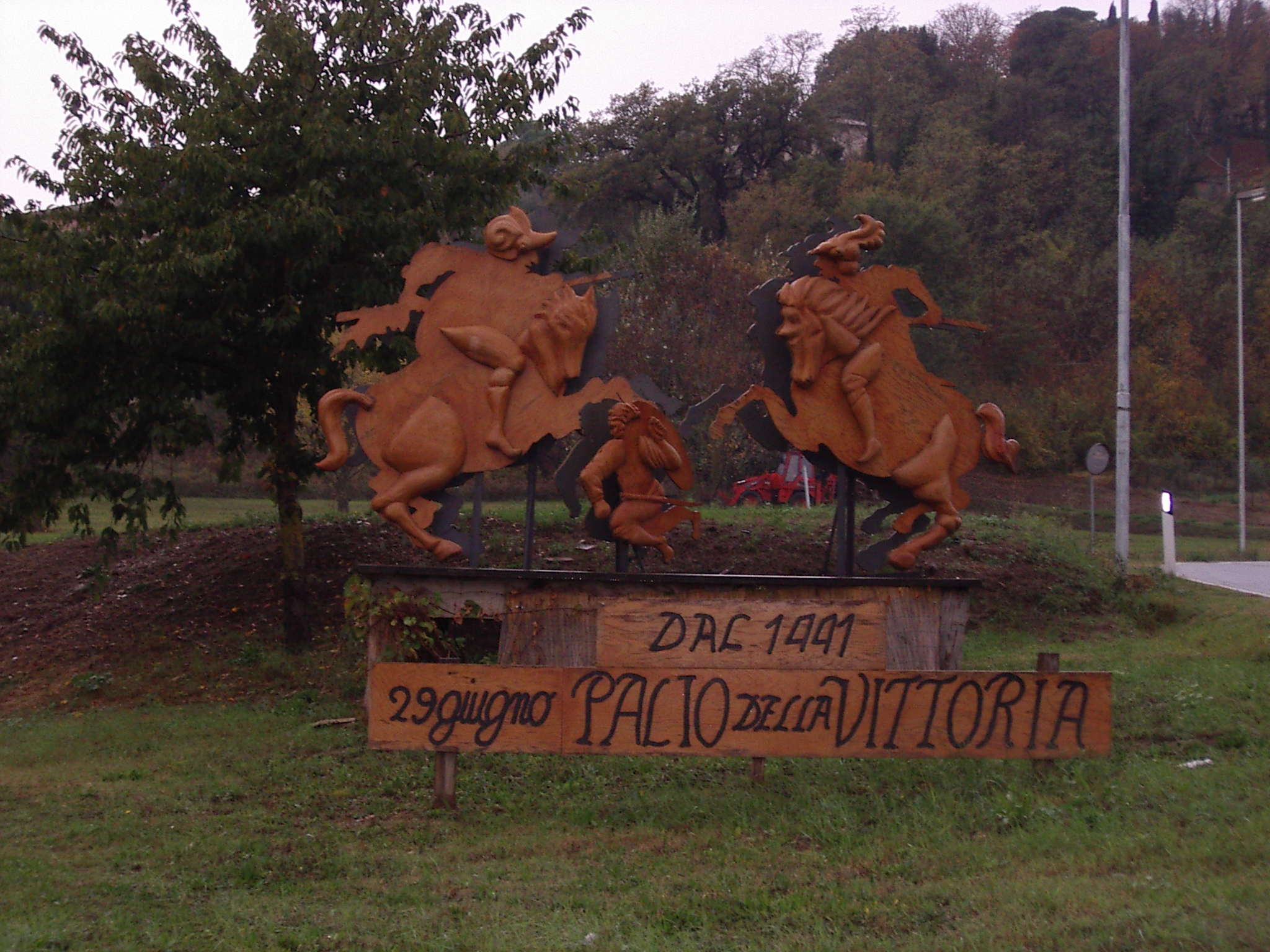
Palio della Vittoria

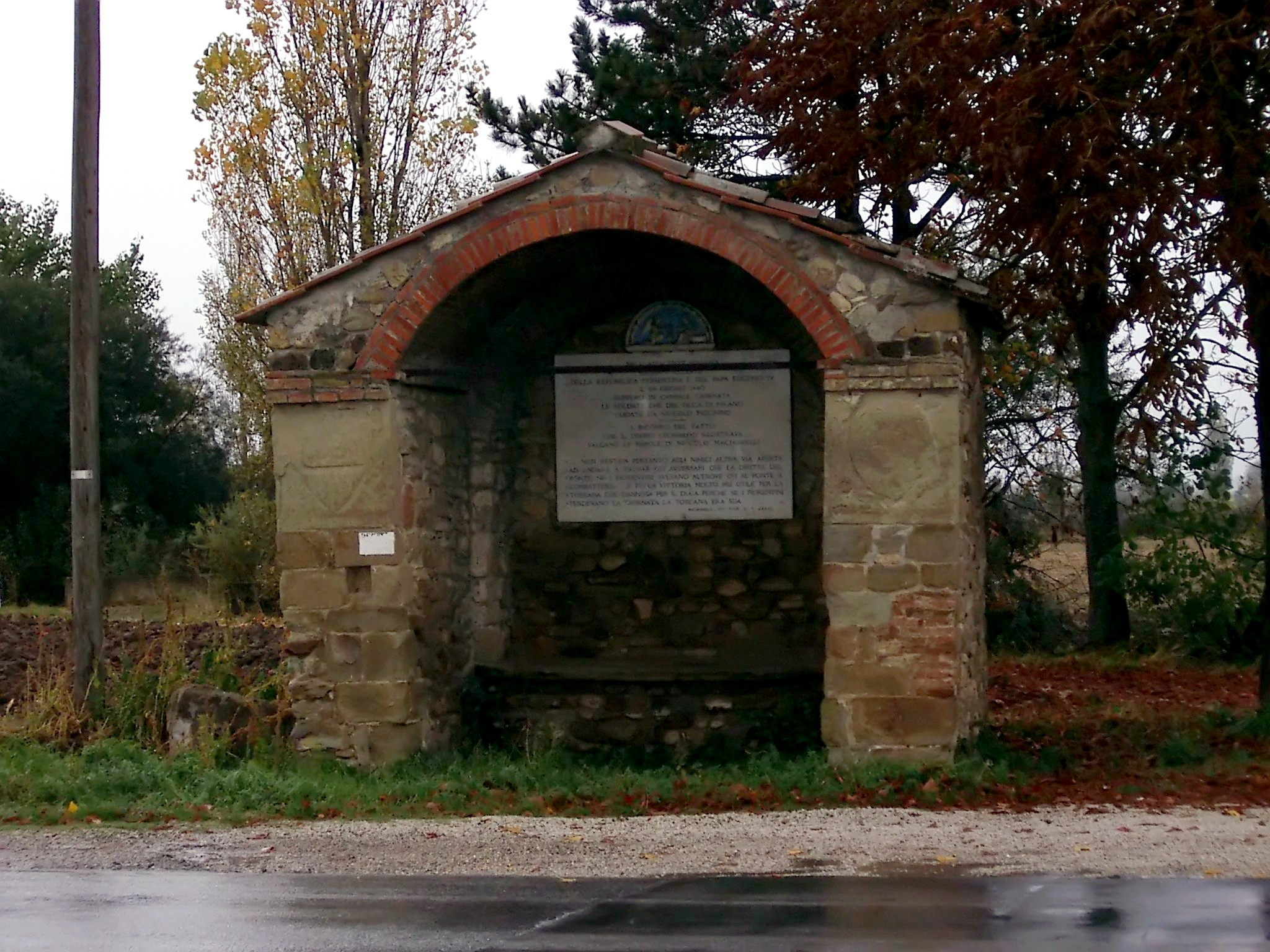
La Chapelle de la Victoire

- L’organisation et la direction de l’évènement est assurée par un comité spécial : la « Magistratura del Palio ».
- Le palio est réalisé par les élèves de « L’Instituto Statale D’Arte » d'Anghiari et de Sansepolcro.
- Chaque commune peut participer avec un maximum de cinq coureurs.
- 18h30 : Piazza Baldaccio, le maire déclare solennellement l'ouverture du Palio. Après lecture du règlement, la fête démarre par les acrobaties des manieurs d’étendards et des jongleurs en présence des arbalétriers de Sansepolcro, des figurants de la république de Florence, les musici de la Giostra del Saracino d’Arezzo, des notables d'Anghiari entourés par la foule des spectateurs.
- 19h30 : Enregistrement des coureurs et remise des dossards pour la course ; au coucher du soleil, le cortège conduit par le maire et le gonfalonier d'Anghiari se dirige vers la "Chapelle de la Victoire".
- 20h30 : Tir de bombarde en présence des représentants des communes engagées ; il donne le coup d’envoi du défi. À partir de la « Chapelle de la Victoire », les participants empruntent un parcours en montée de 1 400 m pour arriver à la Piazza Baldaccio.
- 20h45 : Le vainqueur de la course remporte (pour sa commune) le palio tant convoité. La soirée continue par des jeux, spectacles, musique médiévale et gastronomie, tous issus des traditions culturelles toscanes.
- 21h30 : Dîner de la Victoire à La Locanda Castello dei Sorci (ancienne demeure du condottiere Baldaccio d'Anghiari), tous les participants gardant leurs costumes, armes et étendards.

## Sources
- Comitato Regionale per i Gruppi e le Rievocazioni storiche de la Toscane.
- Site de la commune d'Anghiari.